# Mobb Deep
Mobb Deep («Мобб Діп») — американський хіп-хоп-дует із району Квінз, Нью-Йорк. Гурт складався з Havoc і Prodigy і вважається одними з головних прабатьків хардкорного хіп-хопу Східного узбережжя. 1995 року Mobb Deep випустили альбом The Infamous, який став класикою репу. Альбом Hell on Earth вийшов наступного року після Infamous і також став успішним. А в 1999 році альбом Murda Muzik здобув платиновий сертифікат. Але після такого успіху колектив почав випускати альбоми, які не сподобались фанатам через набагато менш жорсткий зміст. 2017 року гурт припинив своє існування через смерть Prodigy.
Гурт домігся широкої популярності в середині 1990-х років і є однією з найвидатніших груп в хіп-хопі Східного узбережжя. Вони були відомі своїм темним хардкорним звучанням і відвертим описом суворого вуличного життя.

## Біографія

### Рання кар'єра
Хевок і Продіджі познайомилися в кінці 1980-х, під час навчання в коледжі дизайну і мистецтва в Нью-Йорку. Хавок писав музику, а Продіджі зосередився на написанні текстів. 1991 року Havoc і Prodigy спочатку стали називатися «Poetical Prophets» (з англ. — «Поетичні пророки») і почали робити демозаписи. Їхнім першим синглом слід вважати трек «Cop Hell» написаний 1992 року. Вони виявили адреси штаб-квартири звукозаписного лейблу на звороті альбомів, принесли з собою касетний магнітофон і попросили артистів, що проходять, послухати їхню музику. Єдиним артистом, який зупинився послухати їхню музику, був Q-Tip із групи A Tribe Called Quest; Prodigy згадує: «Того дня [Q-Tip] познайомив нас із Крісом Лайті та групою людей із Rush Associated Labels в офісі Def Jam — так ми всіх і зустріли». Незабаром після цього, Prodigy підписав демо-контракт із Jive Records і отримав незгадану гостьову появу в пісні «Too Young» із R&B-групою Hi-Five на саундтреку до фільму «Хлопці по сусідству». Jive Records вирішив не підписувати Poetical Prophets як дует, проте вони були представлені в колонці «Unsigned Hype» в журналі The Source в липні 1991 року, яка допомогла просунути їхню демо-пісню «Flavor for the Nonbelievers». 1992 року дует змінив свою назву на Mobb Deep і підписав контракт з лейблом 4th & B'way Records, випустивши сингл «Peer Pressure» на підтримку їх дебютного альбому Juvenile Hell, який вийшов у 1993 році.

### Шлях до успіху
1995 року дует випустив свій другий, по-справжньому серйозний альбом The Infamous, який завдяки синглу «Shook Ones, Pt. II» і загальною депресивною тематичною складовою про життя нью-йоркських гангстерів був визнаний шедевром свого жанру. Після виходу The Infamous Mobb Deep став одним із самих плодовитых артистів Східного узбережжя. Продакшн цього альбому був дуже мрачним і ґрунтовним на семплах завдяки Havoc’у, який почав продюсувати біти, хоча Q-Tip також зробив свій внесок у продакшн і зведення. Крім того, хітовий сингл «Shook Ones Pt. II», ремікс на хіт «Shook Ones», отримав знання з боку музичних критиків. 2020 року журнал Rolling Stone назвав The Infamous одним із 500 найкращих альбомів усіх часів.
Третій альбом Mobb Deep, Hell on Earth, вийшов у 1996 році, дебютувавши на шостому місці в чарті Billboard 200; альбом продовжив зображення дуету суворого вуличного життя, водночас висунувши їх до авангарду хіп-хоп сцени разом із сучасними реперами Східного узбережжя, такими як The Notorious B.I.G., Jay-Z, LL Cool J, Wu-Tang Clan та іншим репером із Квінсбріджа Nas. Nas, а також Method Man, Ghostface Killah і Raekwon з Wu-Tang Clan з'являються в якості гостей на Hell on Earth.
У 1996 році вони з'явилися на компіляції Red Hot Organisation America is Dying Slowly разом із Biz Markie, Wu-Tang Clan і Fat Joe, серед багатьох інших відомих хіп-хоп виконавців. Цей збірник був призначений суто для підвищення обізнаності афроамериканських чоловіків про епідемію СНІДу, і журнал The Source оголосив цей збірник «шедевром». 1997 року Mobb Deep був представлений на треку альбому Frankie Cutlass Politics & Bullsh*t під назвою «Know Da Game», де також був присутній Kool G Rap. 1998 року дует співпрацював з танцювальним артистом реггі Bounty Killer над треком «Deadly Zone» для саундтреку до фільму «Блейд», а також був учасником реміксу синглу Мерайї Кері «The Roof (Back in Time)», який був побудований навколо семпла «Shook Ones Part II». 1999 року вони випустили альбом Murda Muzik, більшість пісень якого ненавмисно потрапили в мережу через масову контрабанду, що призвело до затримок, оскільки група записувала нові пісні замість тих, що просочилися. Це призвело до затримок офіційного випуску альбому. Коли альбом вийшов офіційно, він зрештою дебютував під номером три в Billboard 200 і швидко отримав платиновий сертифікат, а також був рекламований популярним синглом «Quiet Storm». Невдовзі після цього Prodigy випустив свій сольний альбом H.N.I.C.

### Участь у «війні узбереж»
1996 року Мобб Діп разом з іншим колективом із Нью-Йорка Capone-N-Noreaga записали пісню «L.A. L.A.», в якій вони принизили Snoop Dogg та Tha Dogg Pound — легенд західного узбережжя. Конфлікт почався, коли Снуп Догг і Tha Dogg Pound випустили пісню «New York, New York». У відповідь на це інший репер-легенда 2Pac образив Мобб Діп в піснях «When We Ride», «Hit 'Em Up», «When We Ride on Our Enemies» та «Against All Odds». На альбомі Hell On Earth є відповідь на це — трек з назвою «Drop а Gem On Em». Переможець так і не був виявлений внаслідок смерті Тупака 13 вересня 1996 року.
«Я був радий цьому», — сказав Хевок Джеку Триллеру. «Нігґер вимовляє наші імена. Я не знав, про що тут йдеться. Мені навіть було байдуже. Я був як проклятий, ти чув це? 2Pac зневажає нас. Ми збиралися продати кілька записів». Havoc також виявив, що Mobb Deep ніколи навіть не «перетиналися» з Шакуром до його смерті у вересні 1996 року. Він додав: «І ми ніколи не мали шансу перетнутися з ним, тому що він помер», — сказав він. «Я бачив його здалеку, але ніколи не зустрічав його. [Я був] фанатом, але навіть не знав його».

### 2000–2010
Mobb Deep випустили свій наступний альбом Infamy у 2001 році. Пісні з альбому «Burn» (за участю Віти) та «Crawlin'» були сприйняті як відповідь на дисс-пісню Jay-Z «Takeover» з альбому The Blueprint. Альбом ознаменував серйозну стилістичну зміну, в якій дует відійшов від грубого, мінімалістичного, спрощеного ритму до комерційного дружнього ритму з такими піснями, як «Hey Luv (Anything)». Цей перехід викликав звинувачення в «продажності». 2003 року група розійшлася з Loud Records і випустила Free Agents: The Murda Mixtape, в якому Havoc і Prodigy проголосили себе «вільними агентами» і звернулися до розколу групи зі старим лейблом і пошуком нового. Jive Records підписали дует пізніше в цьому році через угоду з власним імпринтом групи. Потім у 2004 році Mobb Deep випустили Amerikaz Nightmare. Альбом продавався погано, що призвело до відходу групи з лейбла. Сьогодні, в результаті різних злиттів, усі студійні альбоми Mobb Deep з 1995 по 2004 роки належать Sony Music Entertainment.

### G-Unit Records
У 2005 році Mobb Deep уклали контракт із лейблом 50 Cent G-Unit Records. Відтоді Infamous Records став підлейблом великої медіа сім'ї Interscope. 50 Cent мав особисті зв'язки із Mobb Deep, а Havoc продюсував треки для G-Unit, Lloyd Banks, The Game та Tony Yayo. Це дозволило через рік випустити ще один альбом Blood Money. У ньому беруть участь учасники G-Unit 50 Cent, Lloyd Banks, Tony Yayo та Young Buck, а також Мері Джей Блайдж і Нейт Догг. 2006 року Mobb Deep став першим американським хіп-хоп дуетом, який виступав в Індії, через Hip Hop Hustle на VH1. На знак вічної дружби 50 Cent зробив татуювання «Mobb Deep», а Prodigy — «G-Unit». На 2008 рік був запланований вихід ще одного альбому групи, проте найімовірніше дата буде перенесена через те, що Prodigy засуджений до тюремного терміну на 3 з половиною року за третій випадок носіння зброї без відповідного дозволу. Наприкінці 2009 року Mobb Deep було звільнено від контракту з G Unit.

### 2011–2017: Розпад, возз'єднання, The Infamous Mobb Deep і смерть Prodigy
4 квітня 2011 року Mobb Deep випустили новий сингл під назвою «Dog Shit» за участю репера Nas. Це була перша офіційна пісня Mobb Deep після звільнення Prodigy з в'язниці. Його спродюсували Havoc і The Alchemist.
27 липня 2012 року Havoc сказав в інтерв'ю AllHipHop, що група перебуває у відпустці на невизначений термін. Згідно з HipHopDX, Mobb Deep посварилися після того, як Havoc розкритикував Prodigy у Twitter, а потім у мережу потрапив аудіотрек, на якому Хевок робить численні випади в сторону свого колишнього партнера під час їхнього концерту на SXSW. Спочатку Havoc стверджував, що його сторінку зламали. Однак пізніше він підтвердив, що це був він і що спочатку вважав, що Twitter не є місцем для вирішення суперечок. Він також заявив, що у нього є дисс-трек, націлений на Prodigy, під назвою «Same Shit Different Day». Пізніше пісня була названа «Separated (Real from the Fake)», яка з’явилася в сольному альбомі Havoc 13.
Однак у січні 2013 року Prodigy заявив, що він впевнений, що в майбутньому буде записуватися з Havoc. Mobb Deep з'явилися на дебютному альбомі Papoose The Nacirema Dream у треку «Aim, Shoot». Пізніше вони возз'єдналися і виступили для Paid Dues 30 березня 2013 року; вони вирушили в міжнародний тур з нагоди 20-ї річниці гурту, який розпочався в травні 2013 року. 22 березня 2013 року група офіційно возз’єдналася для інтерв’ю та пояснила, що музика є найважливішою справою в їхньому житті і що вони були друзями занадто довго, щоб так просто розлучитися.
Приблизно у травні 2013 року, коли вийшов третій студійний альбом Havoc, 13, Havoc оголосив, що вони з Prodigy більше місяця були в студії, працюючи над восьмим студійним альбомом дуету, який уже був «наполовину готовий». Він також заявив, що повністю спродюсував альбом.
1 квітня 2014 року група випустила свій восьмий студійний альбом The Infamous Mobb Deep, подвійний альбом, який включав один компакт-диск з оригінальною новою музикою та один із невиданими треками із сесій The Infamous.
20 червня 2017 року Prodigy помер від випадкової задухи в Лас-Вегасі, штат Невада, під час госпіталізації через ускладнення, викликані серпоподібноклітинною анемією.
Зараз Havoc працює над новим альбомом Mobb Deep.

## Спадок
Mobb Deep допоміг популяризувати сленг 1990-х років під назвою «Dunn language», термін, який вперше був записаний у синглі «Quiet Storm» 1999 року, у якому Prodigy читає: «you's a dick blower, [you] tryin' to speak the Dunn Language?/ "what's the drilly" with that though? "It aint bangin"/ you hooked on Mobb phonics, Infamous 'bonics».
Термін «dunn» імовірно виник у житлових проєктах Квінсбріджа від знайомого Prodigy, Bumpy, чий дефект мовлення заважав йому вимовляти літеру «S», наприклад у «son». Перешкода спонукала його покласти язик на два передніх зуби/піднебіння, видаючи звуки «th» або «d». Mobb Deep намагався претендувати на право власності на цей сленг; Крім того, вони збиралися випустити альбом під назвою The Dunn Language у 2002 році, але проєкт було відкладено через проблеми з лейблом.
15 вересня 2018 року під час інтерв'ю HipHop4Real Хевок заявив, що працює над новим альбомом Mobb Deep, який стане останнім альбомом дуету. Він також працює над спільним проєктом Mobb Deep з The Alchemist, анонсованим кілька років тому.
У грудні 2019 року Havoc з Big Noyd і L.E.S. вирушив у тур «Murda Muzik 20th Anniversary Tour».
Також Mobb Deep з'явилися як ігрові персонажі відеогри Def Jam: Fight for NY.

## Дискографія
Студійні альбоми
- Juvenile Hell (1993)
- The Infamous (1995)
- Hell on Earth (1996)
- Murda Muzik (1999)
- Infamy (2001)
- Amerikaz Nightmare (2004)
- Blood Money (2006)
- The Infamous Mobb Deep (2014)

Компіляції
- Life of the Infamous: The Best of Mobb Deep (2006)
- The Infamous Archives (2007)
- The Infamous Instrumentals (2008)
- The Safe Is Cracked (2009)

Мікстейпи
- Back from a Hiatus (1998)
- Free Agents: The Murda Mixtape (2003)
- The Mix Tape Before 9/11 (2004)
- The New Mobb Deep (2004)
- G-Unit Radio, Pt. 17: Best in the Bizness (2006)
- G-Unit Radio, Pt. 20: Best in the Bizness: Part 2 (2006)

Мініальбоми
- Black Cocaine (2011)
- The Realest Duo w/ DJ Rapsin (2015)
- The Infamous (25th Anniversary Expanded Edition) (2020)